# Welcome Stranger

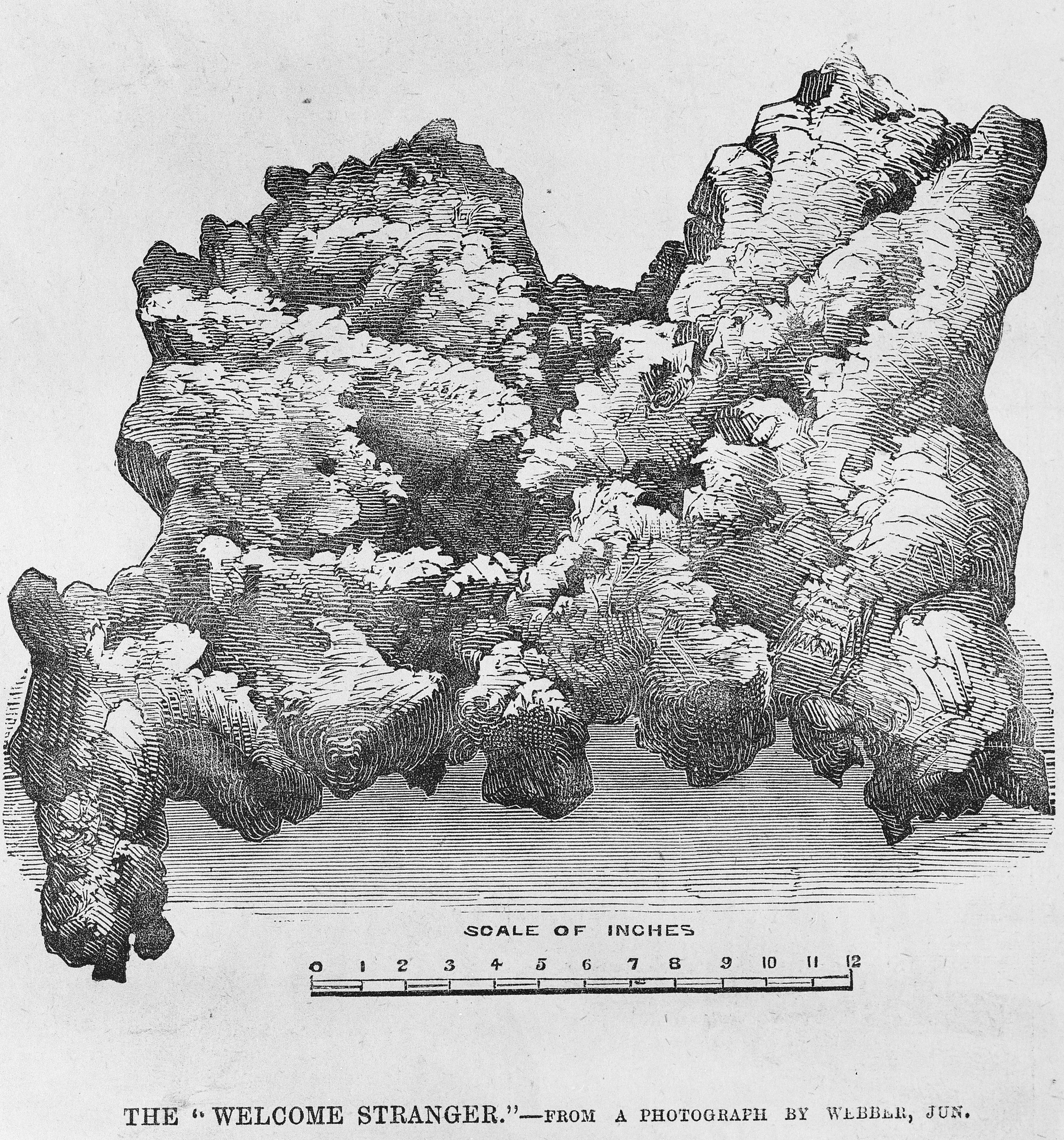
Un gravat sobre fusta de la Welcome Stranger, publicat l'1 de març de 1869 al The Illustrated Australian News for Home Reader. L'escala de la part inferior de la imatge representa 30 cm.

La Welcome Stranger és la palleta d'or al·luvial més gran de la qual es tenen registres. Amb un pes refinat de 97,14 kg. i unes mesures de 61x31 cm., va ser descoberta pels cercadors d'or John Deason i Richard Oates el 5 de febrer de 1869, a Moliagul, situat a l'estat de Victòria, Austràlia, a uns 14,6 quilòmetres al nord-oest de Dunolly.

## Descobriment
Aquesta palleta d'extraordinàries dimensions estava enterrada uns 3 cm. sota la superfície, a poca distància de la base d'un arbre situat en un pendent proper a un barranc, que aleshores rebia el nom de barranc Bulldog (Bulldog Gully en anglès). El pes brut de la palleta era de 109,59 kg., mentre que el seu pes net es xifrava en 72,02 kg.
Atès que les balances de l'època no eren capaces de pesar una palleta tan gran, va caldre recórrer als serveis d'un ferrer de Dunolly, anomenat Archibald Walls, perquè la dividís en tres trossos sobre una enclusa. Seguidament, Deason, Oates i uns quants amics van portar la palleta a les oficines del London Chartered Bank of Australia, a Dunolly, que els va pagar 9583£ per ella i va ser batejada com Welcome Stranger. A data de 2016, la palleta valdria entre tres i quatre milions de dòlars estatunidencs. Per acabar-ho d'afegir, era d'un pes major que la Welcome Nugget, una altra palleta d'una grandària extraordinària (69 kg.), trobada a prop, a Ballarat, l'any 1858. El supervisor dels camps aurífers on va ser descoberta, F. K. Orme, va recollir en els seus informes que la Welcome Stranger va produir un total de 70,5591 kg. d'or, una vegada fosa. L'or fos va ser transformat en lingots i enviat a Melbourne, per al seu posterior trasllat al Banc d'Anglaterra. Aquests lingots van abandonar el país a bord del vapor Reigate, que va partir rumb a Anglaterra el 21 de febrer de 1869.

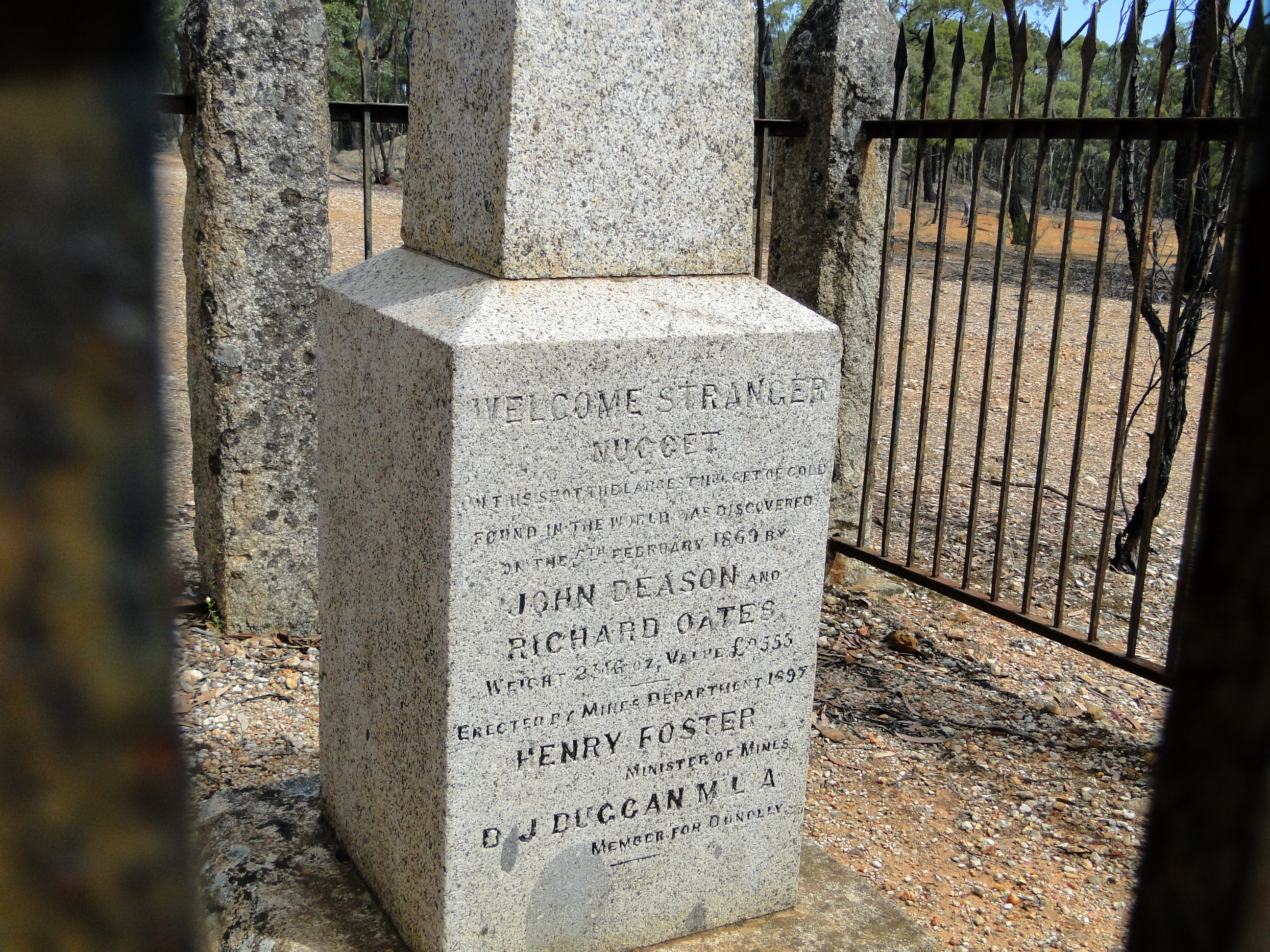
Fotografia del text a l'obelisc commemoratiu de la troballa, aixecat el 1897.

L'any 1897 es va erigir un obelisc en commemoració del descobriment, prop del lloc on es va trobar la palleta. També hi ha una rèplica de la Welcome Stranger al Museu Municipal de Melbourne, Victòria; una altra rèplica de la palleta es troba en mans dels descendents de John Deason.

### Descobridors

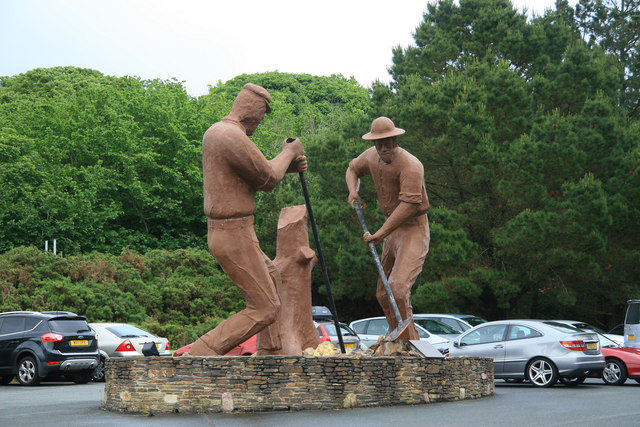
Estàtua a Redruth, Anglaterra, commemorant la troballa

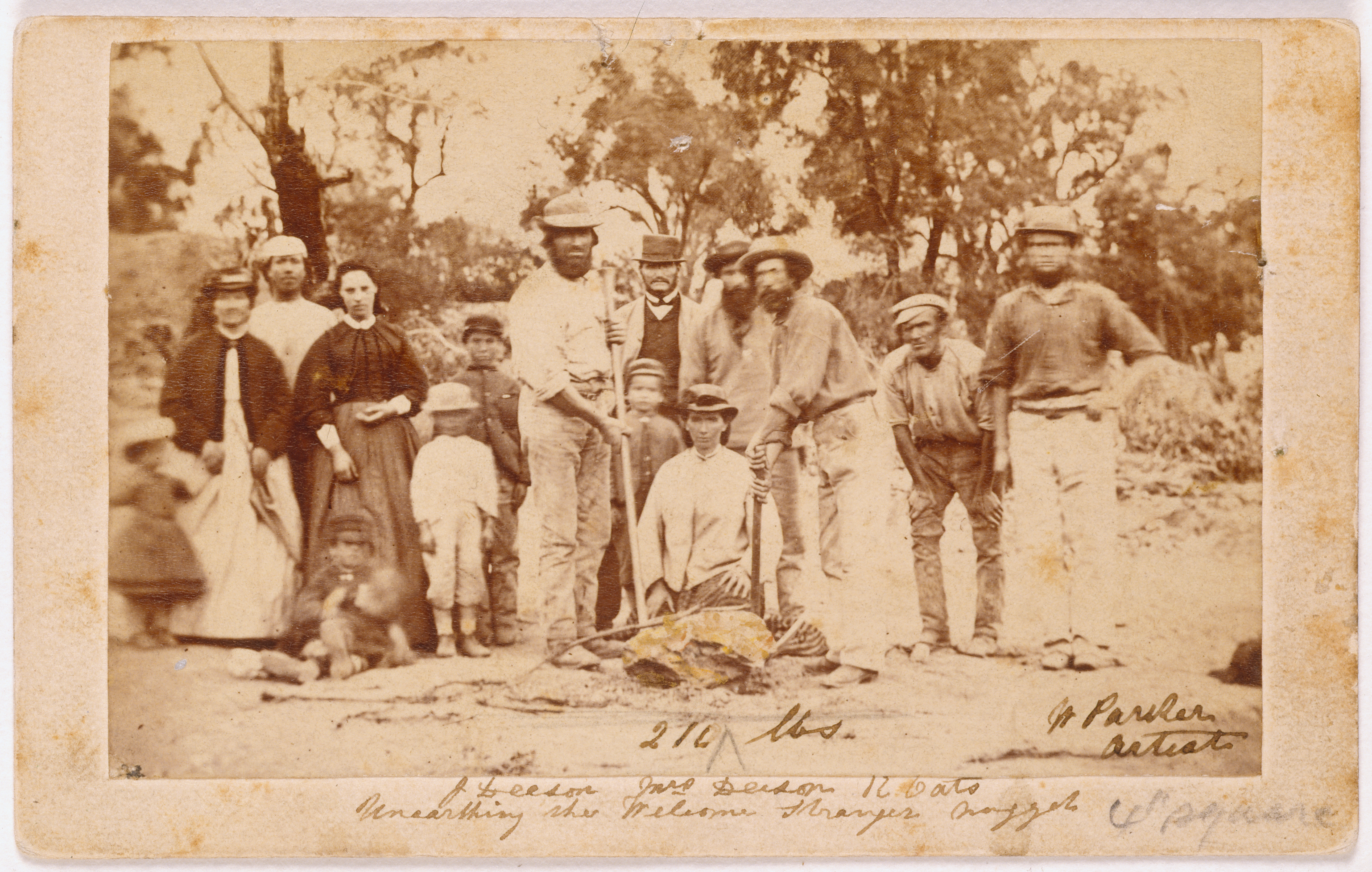
Els miners i les seves mullers posant al costat dels descobridors, Richard Oates, John Deason i la seva muller.

John Deason va néixer l'any 1829 a l'illa de Tresco, una de les Illes Scilly, 45 km. al sud-oest de Cornualla, Anglaterra. L'any 1851 treballava processant mineral d'estany, ocupació que posteriorment va abandonar per convertir-se en cercador d'or. Deason es va dedicar a la mineria de l'or durant gran part de la resta de la seva vida, però va perdre bona part dels seus estalvis a causa d'inversions poc rendibles en mines d'or. Empobrit pels seus negocis fallits, va adquirir terres prop de Moliagul i va acabar els seus dies com a granger. Va morir l'any 1915, als 85 anys.
Per la seva banda, Richard Oates va néixer entorn de l'any 1827 a Pendeen, Cornualla. Després de la troballa de la gran palleta, va tornar al Regne Unit i es va casar; va tornar a Austràlia amb la seva esposa i hi van tenir quatre fills. Hi ha constància que la família Oates va comprar una granja prop de Marong, Victòria, a uns 24 km. a l'oest de Bendigo. Oates va morir l'any 1906, als 79 anys.